# Републикански път III-555
Републикански път IIІ-555 е третокласен път, част от Републиканската пътна мрежа на България, преминаващ по територията на области Сливен и Ямбол. Дължината му е 42,7 км.
Пътят се отклонява наляво при 95,1 км на Републикански път II-55 югоизточно от град Нова Загора и се насочва на изток покрай северните склонове на Светиилийските възвишения. Последователно преминава през селата Полско Пъдарево, Омарчево и Биково и достига до град Кермен, където преодолява нисък вододел и навлиза в Ямболското поле. След това преминава през селата Скобелево и Бозаджии, където пътят свършва. До следващото село Безмер вече в Ямболска област, на протежение от 5,4 км пътят не е изграден и представлява полски път. След село Безмер Републикански път IIІ-555 е отново с трайна настилка, достига до западната част на град Ямбол, завива на север и в северозападната част на града се съединява с Републикански път II-53 при неговия 141,9-и км.
| Пътища, отклоняващи се надясно (населено място, № на пътя, посока на пътя) | Км   | Пътища, отклоняващи се наляво (посока на пътя, № на пътя, населено място)                       |
| -------------------------------------------------------------------------- | ---- | ----------------------------------------------------------------------------------------------- |
| Община Нова Загора, Област Сливен, II-55, 95,1 км ←                        | 0,0  | ← 95,1 км, II-55, Област Сливен, Община Нова Загора                                             |
| с. Полско Пъдарево                                                         | 5    | с. Полско Пъдарево                                                                              |
| (за с. Графитово) общински път ←                                           | 6,8  |                                                                                                 |
| (за с. Питово) общински път, с. Омарчево ←                                 | 9,6  | с. Омарчево                                                                                     |
| Община Сливен                                                              | 13,3 | Община Сливен                                                                                   |
| с. Биково                                                                  | 14,3 | с. Биково                                                                                       |
| (до с. Скалица) III-6601, 12,5 км, гр. Кермен ← гр. Кермен                 | 21,5 | ← гр. Кермен, 12,5 км, III-6601 (от 4,2 км на II-66) → гр. Кермен, общински път (за с. Младово) |
| с. Скобелево                                                               | 26,2 | с. Скобелево                                                                                    |
| (за с. Чокоба) общински път, с. Бозаджии ←                                 | 28,2 | с. Бозаджии                                                                                     |
| Община Тунджа, Област Ямбол                                                | 30,9 | Област Ямбол, Община Тунджа                                                                     |
| с. Безмер                                                                  | 33,6 | с. Безмер                                                                                       |
| Община Ямбол                                                               | 37,3 | Община Ямбол                                                                                    |
| (до гр. Средец) II-53, 141,9 км, гр. Ямбол ←                               | 42,7 | ← гр. Ямбол, 141,9 км, II-53 (от с. Поликраище)                                                 |

Забележка
1. ↑  От тук до село Безмер, на протежение от 5,4 км Републикански път ІII-555 е без трайно покритие и представлява полски път